# 大月町 (山梨県)
大月町（おおつきちょう）は山梨県北都留郡にあった町。現在の大月市大月町各町および同市街地にあたる。本項では町制前の名称である広里村（ひろさとむら）についても述べる。

## 地理
- 河川：桂川、笹子川、真木川

## 歴史
- 1875年（明治8年）2月 - 都留郡真木村、花咲村、大月村及び駒橋村が合併して、広里村が発足する。
- 1878年（明治11年）7月22日 - 郡区町村編制法の施行により、広里村が北都留郡の所属となる。
- 1889年（明治22年）7月1日 - 町村制の施行により、広里村の区域をもって、広里村が発足する。
- 1933年（昭和8年）4月1日 - 広里村が町制施行及び名称を変更して、大月町となる。
- 1954年（昭和29年）8月8日 - 大月町、猿橋町、七保町、梁川村、笹子村、初狩村及び賑岡村が合併して、大月市が発足する。

## 交通

### 鉄道路線
- 日本国有鉄道
  - 中央本線
    - 大月駅
- 富士山麓電気鉄道
  - 大月線
    - 大月駅 - 上大月駅

### 道路
- 国道20号
- 国道139号

現在は旧町域に中央自動車道の大月ジャンクション、大月インターチェンジ、真木バスストップが所在するが、当時は未開通。